# Robert Hergovich

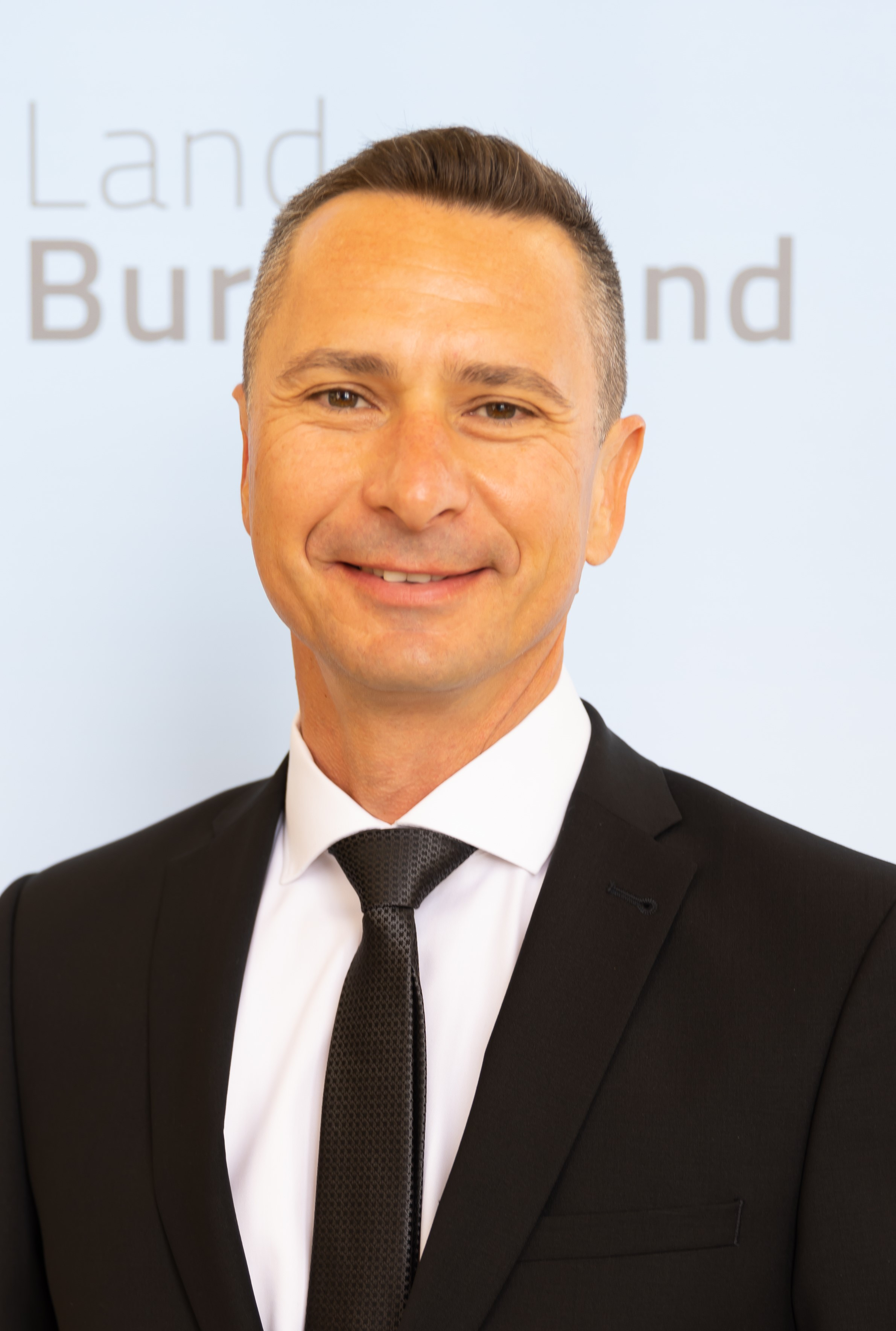
Robert Hergovich (2023)

Robert Hergovich (* 2. September 1976) ist ein österreichischer Politiker (SPÖ). Seit 2008 ist er Abgeordneter zum Burgenländischen Landtag, wo er von 2015 bis 2018 und von 2020 bis 2023 als SPÖ-Klubobmann fungierte. Von 2009 bis 2015 war er Landesgeschäftsführer der SPÖ Burgenland. Von September 2023 bis Februar 2025 war er Erster Landtagspräsident. Seit Feber 2025 hat er die Funktion des Regierungskoordinators inne. Gleichzeitig ist er Vorsitzender des SPÖ Landtagsklub Burgenland. Darüber hinaus vertritt Hergovich das Burgenland im Ausschuss der Regionen (AdR) in Brüssel.

## Karriere
Seit 1995 ist Hergovich in der AK Burgenland in Eisenstadt tätig. Von 1995 bis 2000 war er Referent in der Arbeitsrechtsabteilung, ab 2000 Leiter des Referates für junge Arbeitnehmer. Der ausgebildete Großhandels- und Bürokaufmann ist Absolvent der Sozialakademie in Mödling und hat sich als AK-Experte Fachwissen in Ausbildung, Qualifikation und Arbeitsmarkt angeeignet. Von Jänner 2008 bis Juni 2009 war Hergovich Assistent von Arbeiterkammer-Präsidenten Alfred Schreiner.  Von 2018 bis 2020 kehrte Robert Hergovich in die Arbeiterkammer Burgenland zurück. In dieser Zeit war er als Leiter der Abteilung Kommunikation und Marketing tätig.

## Politik
Hergovich war Jugendvorsitzender der Gewerkschaft der Privatangestellten, sowie Bundesvorstand der Gewerkschaftsjugend. Ab Oktober 1997 SPÖ-Gemeinderat in Trausdorf an der Wulka (damals jüngster Gemeinderat Österreichs). Seit Oktober 2002 ist er Gemeindevorstand und seit März 2009 Vorsitzender der SPÖ-Ortspartei in Trausdorf.
Er war Kandidat bei den Nationalratswahlen 2002, sowie bei den Landtagswahlen 2005. Bei letzteren bekam er 2379 Vorzugsstimmen. Seit 1. Oktober 2008 ist Hergovich Abgeordneter zum Burgenländischen Landtag (als Nachfolger von Gabriele Arenberger) und bis 2010 Jugendsprecher der SPÖ Burgenland, danach Bereichssprecher für Arbeitsmarkt, Sport, Budget und Finanzen. Von Juni 2009 bis Juli 2015 arbeitete Hergovich als Landesgeschäftsführer der SPÖ Burgenland. Bei den Landtagswahlen 2010 und 2015 wurde Hergovich als Landtagsabgeordneter wiedergewählt. Im Juli 2015 übernahm er die Funktion des SPÖ-Klubmanns im burgenländischen Landtag von Christian Illedits, nachdem er zuvor schon seit 2010 als stellvertretender Klubobmann tätig war.
Mit Anfang 2018 folgte ihm Ingrid Salamon als SPÖ-Klubobfrau nach. Im Jänner 2018 wurde Astrid Eisenkopf als Nachfolgerin von Robert Hergovich zur SPÖ-Bezirksvorsitzenden im Bezirk Eisenstadt-Umgebung gewählt. Anfang Februar 2020 wurde er zu Beginn der XXII. Gesetzgebungsperiode erneut zum SPÖ-Klubobmann gewählt.
Mit der Landtagssitzung am 21. September 2023 folgte er Verena Dunst als Landtagspräsident im Burgenland nach, als Klubobmann ersetzte ihn Roland Fürst. Nach der Landtagswahl 2025 wurde am 6. Februar 2025 in der konstituierenden Sitzung der XXIII. Gesetzgebungsperiode Astrid Eisenkopf zu seiner Nachfolgerin als Landtagspräsident gewählt.
Seit 6. Feber 2025 übernahm Hergovich die Funktion des Regierungskoordinators, gleichzeitig fungierte er als Klubvorsitzender des SPÖ Landtagsklub Burgenland und vertritt das Burgenland im Ausschuss der Regionen (AdR) in Brüssel.

## Privat
Robert Hergovich ist verheiratet und Vater von zwei Söhnen. Er ist entfernt mit dem SPÖ-Politiker Sven Hergovich verwandt.